# José Antonio Montero
Pour les articles homonymes, voir Montero (homonymie).
José Antonio Montero Botanch, né le 3 janvier 1965 à Barcelone (Catalogne, Espagne), est un joueur de basket-ball espagnol évoluant au poste d'arrière. Il mesure 1,93 m. José Antonio Montero a joué neuf saisons avec la Joventut de Badalone (1981-1990), sept saisons avec le FC Barcelone (1990-1997) et une saison avec le CSP Limoges (1997-1998). Il fut international avec l'équipe d'Espagne. Lors de la Draft 1987 de la NBA, Montero est choisi par Hawks d'Atlanta en 113e position devenant ainsi le deuxième joueur espagnol après Fernando Martín à être drafté par la NBA.

## Biographie

### Ses débuts (19??-1981)
Le natif de Barcelone entame sa carrière de basketteur tout d'abord dans l'équipe jeune de l'Estudiantes Madrid. Puis, il revient à ses origines en jouant pour le compte de l'équipe jeune de la Joventut Badalona. Durant sa jeunesse, il est sélectionné en équipe junior et cadet d'Espagne.

### Joventut Badalona (1981-1990)
Lors de l'été 1981, il signe son premier contrat professionnel avec le Joventut Badalona. José Antonio Montero prend de l'importance dans l'équipe catalane au fur et à mesure des saisons. Très vite, il atteint les 9 points de moyenne lors de la saison 1984-1985. Les spécialistes le décrivent comme un joueur rapide et spectaculaire à tel point qu'il participe au ACB All-Star Game de la saison 1985-1986, à Don Benito. Le meneur catalan ouvre sa vitrine des trophées lors de la saison 1986-1987 en remportant la coupe des princes des Asturies avec Badalone alors entraîné par Alfred Julbe. La même saison, José Antonio Montero se surpasse en playoffs de la ligue ACB en marquant en moyenne, 17 points en 9 matchs. Par ailleurs, il revient au ACB All-Star Game (1986-1987), cette fois-ci à Vigo. En 1987, il est sélectionné lors de la Draft de la NBA au cinquième tour en tant que 113e choix par Atlanta. Ce qui ne l'empêche pas de participer à l'Euro 1987 avec la sélection espagnol senior. La star montante n'est pas retenu par les Hawks d’Atlanta. La saison 1987-1988, Montero est finaliste de la Coupe des Coupes mais doit s'incliner face à la vague verte limougeaude. Il rajoute une coupe du Prince des Asturies (1988-1989) et une coupe Korać à son compteur avant de partir en 1990 chez le tout puissant voisin catalan, le FC Barcelone.

### F.C. Barcelone (1990-1997)
Tout juste arrivé à Barcelone, José Antonio Montero participe à la finale de coupe d'Europe et remporte la coupe du Roi. À Barcelone, Montero se convertit en passeur décisifs (1990-1991 : 3,1 ou encore 1992-1993 : 3,2). En 1994, le meneur de Barcelone soulève encore une fois la coupe du Roi. L'année suivante (1995), le championnat d'Espagne est encore fois dans les mains de José Antonio Montero et ses coéquipiers du FC Barcelone. Montero termine ses deux dernières saisons barcelonaise avec deux titres (1996, 1997) de champion d'Espagne. Cependant ce qui a marqué son passage à Barcelone est cette finale d'Euroligue perdue à Bercy, en 1996, face au Panathinaïkos de Dominique Wilkins dans les derniers instants. À la suite d'une glissade de Panayótis Yannákis en attaque, Barcelone contre-attaque et José Antonio Montero récupère la balle pour un lay-up mais le pivot du Panathinaïkos, Vranković, parvient à le contrer. Ce contre est l'une des plus grosses controverses du basket-ball, Vranković ayant réalisé ce contre après que le ballon a touché le panneau. Barcelone conteste la victoire du Panathinaïkos mais l'ULEB décide que l'unique vainqueur est bel et bien le Panathinaïkos. Montero part du FC Barcelone à la fin de la saison 1996-1997.

### Limoges CSP (1997-1998)
Le vétéran espagnol décide de tenter l'expérience de l'étranger. C'est le Limoges CSP qui décide alors de le prendre. Le CSP connaît un changements d'entraîneur - Michel Gomez, nommé en début de saison laisse la place à Jacques Monclar. En Euroligue, les jaunes et grenats de Limoges sont éliminés en poule avec 10 défaites et 6 victoires. Toutefois, Limoges termine quatrième de la phase régulière du championnat. Monclar ressuscite le CSP qui atteint la finale face à Pau-Orthez. Pau est trop fort et s'impose à Beaublanc lors de la deuxième manche qui donne le titre aux Béarnais. Finalement après sa saison en Limousin, Montero prend sa retraite le 2 octobre 1998.

## Palmarès
- 1986-1987 : Vainqueur de la Coupe du Prince des Asturies avec Badalone
- 1987-1988 : Finaliste de la Coupe des Coupes avec Badalone
- 1988-1989 : Vainqueur de la Coupe du Prince des Asturies avec Badalone
- 1989-1990 : Vainqueur de la Coupe Korać avec Badalone
- 1990-1991 : Vainqueur de la coupe du Roi avec Barcelone
- 1990-1991 : Finaliste de la Coupe d’Europe avec Barcelone
- 1993-1994 : Vainqueur de la coupe du Roi avec Barcelone
- 1994-1995 : Champion d’Espagne avec Barcelone
- 1995-1996 : Champion d’Espagne avec Barcelone
- 1995-1996 : Finaliste de la Coupe d’Europe avec Barcelone
- 1996-1997 : Champion d’Espagne avec Barcelone
- 1997-1998 : Vice-champion de France avec Limoges

## All-Star Game
- 1985-1986 : Participe au ACB All-Star Game (Don Benito)
- 1986-1987 : Participe au ACB All-Star Game (Vigo)
- 1989-1990 : Participe au ACB All-Star Game (Zaragoza)

## Sélection
- Espagne junior
- Espagne cadet
- Espagne senior (78 sélections)

Sénior
- 1987 : Participe au Championnat d’Euro (Grèce)
- 1989 : Participe au Championnat d’Europe (Zagreb)